# Giuseppe Tornatore
Giuseppe Tornatore (sinh ngày 7 tháng 5 năm 1956) là một đạo diễn, biên kịch, nhà sản xuất phim và biên tập viên người Italia. Những bộ phim "thơ mộng" của ông đã gặt hái thành công đáng kể ở Italia và nước ngoài. Bên cạnh giải Oscar cho phim nước ngoài hay nhất và Quả cầu vàng cho bộ phim Cinema Paradiso, ông còn được vinh danh với 4 lần đoạt giải David di Donatello cho nhà sản xuất phim người Ý xuất sắc nhất: năm 1996 cho The Star Maker, vào năm 1999 cho The Legend of the Planner on the Ocean;năm 2007 cho The Unknown và năm 2013 cho Best Offer

## Sự nghiệp điện ảnh

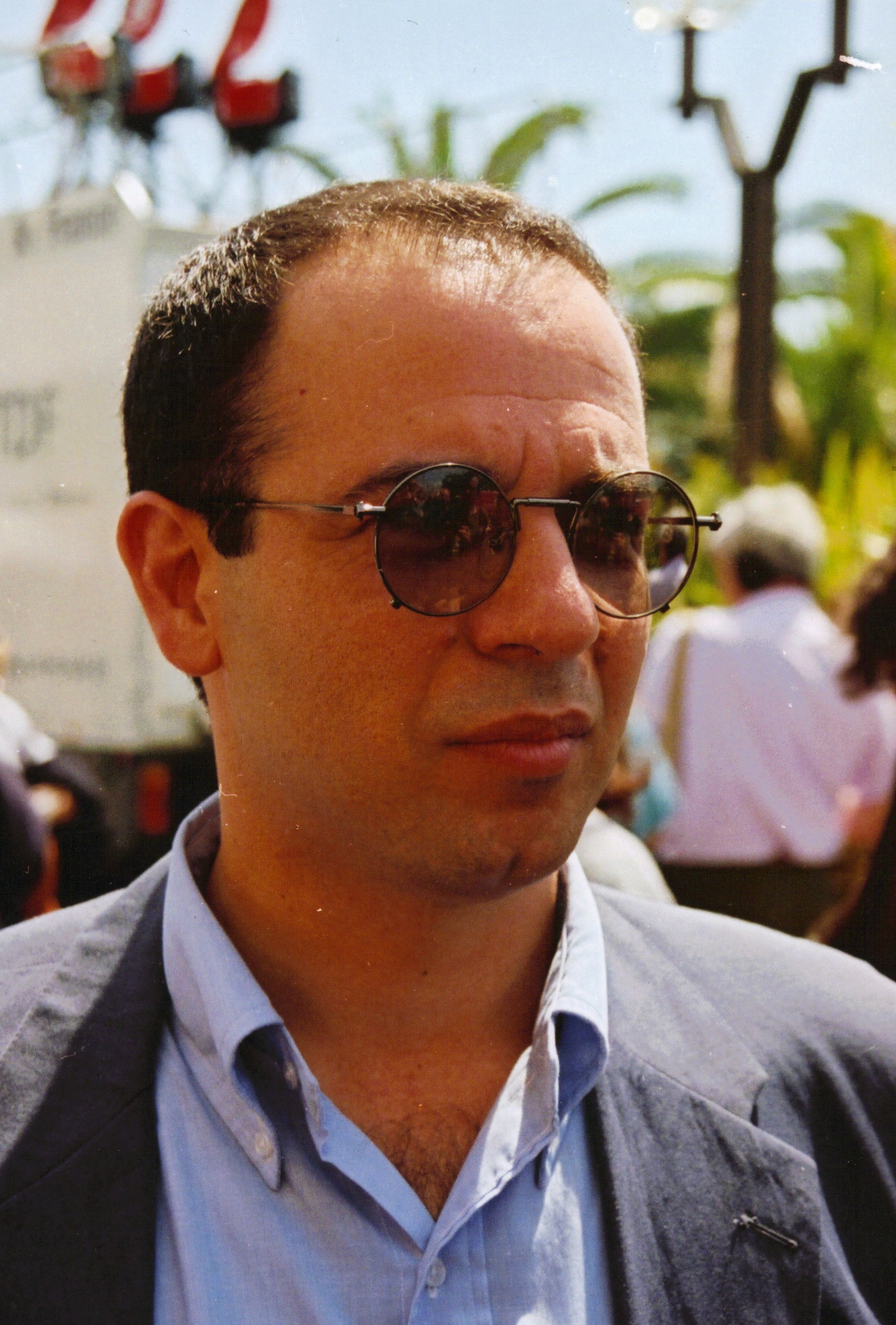
Tornatore tại 1994 Cannes Film Festival.

### Biên kịch
- 1986: The Professor (Il camorrista)
- 1988: Cinema Paradiso (Nuovo Cinema Paradiso)
- 1990: Everybody's Fine (Stanno tutti bene)
- 1991: Especially on Sunday (segment "Il cane blu")
- 1994: A Pure Formality (Una pura formalità)
- 1995: The Star Maker (L'uomo delle stelle)
- 1995: Lo schermo a tre punte (documentary)
- 1996: Ritratti d'autore: seconda serie (documentary)
- 1998: The Legend of 1900 (La leggenda del pianista sull'oceano)
- 2000: Malèna
- 2006: The Unknown Woman (La sconosciuta)
- 2009: Baarìa
- 2013: The Best Offer
- 2016: The Correspondence

### Đóng phim
- Cento giorni a Palermo ("One Hundred Days in Palermo"), đạo diễn bởi Giuseppe Ferrara (1984) - Tornatore trong vai Peppuccio Tornatore